# Hrabstwo Union (Karolina Północna)
Hrabstwo Union – hrabstwo w stanie Karolina Północna w USA.

## Geografia
Według United States Census Bureau całkowita powierzchnia hrabstwa wynosi 1656 km² z czego 1635 km² stanowią lądy, a 21 km² stanowią wody. Według szacunków w roku 2010 hrabstwo zamieszkiwało 201 292 mieszkańców. Jego siedzibą administracyjną jest Monroe.

### Miasta
- Hemby Bridge
- Indian Trail
- Fairview
- Marshville
- Mineral Springs
- Monroe
- Unionville
- Waxhaw
- Wingate

### Wioski
- JAARS (CDP)
- Lake Park
- Marvin
- Wesley Chapel

### Sąsiednie hrabstwa
- Hrabstwo Cabarrus (północ)
- Hrabstwo Stanly (północny wschód)
- Hrabstwo Anson (wschód)
- Hrabstwo Chesterfield (południowy wschód)
- Hrabstwo Lancaster (południowy zachód)
- Hrabstwo Mecklenburg (północny zachód)